# Canon EOS 300V
Canon EOS 300V (название в США — EOS Rebel Ti, в Японии — EOS Kiss 5) — малоформатный однообъективный зеркальный фотоаппарат с автофокусом, рассчитанный на фотолюбителей.
Поступил в продажу в апреле 2002 году, сменив модель Canon EOS 300. Был заменён моделью Canon EOS 300X в 2004 году.

### Характеристики
Фотоаппарат имеет улучшенные характеристики скорости автофокуса и серийной съемки по сравнению с предыдущей моделью. Среди других улучшений:
- Металлический байонет
- Серийная съемка 2,5 кадра в секунду
- Встроенная диоптрийная коррекция
- Больший размер LCD-панели, отображающей параметры съемки
- Подсветка LCD-панели
- Отображение активных точек фокусировки в видоискателе
- Возможность ускоренной перемотки пленки после загрузки

Питание осуществляется от литиевой батареи 2*CR2, но при использовании батарейной рукоятки BP-220 пригодны пальчиковые батареи или аккумуляторы AA.

## Галерея

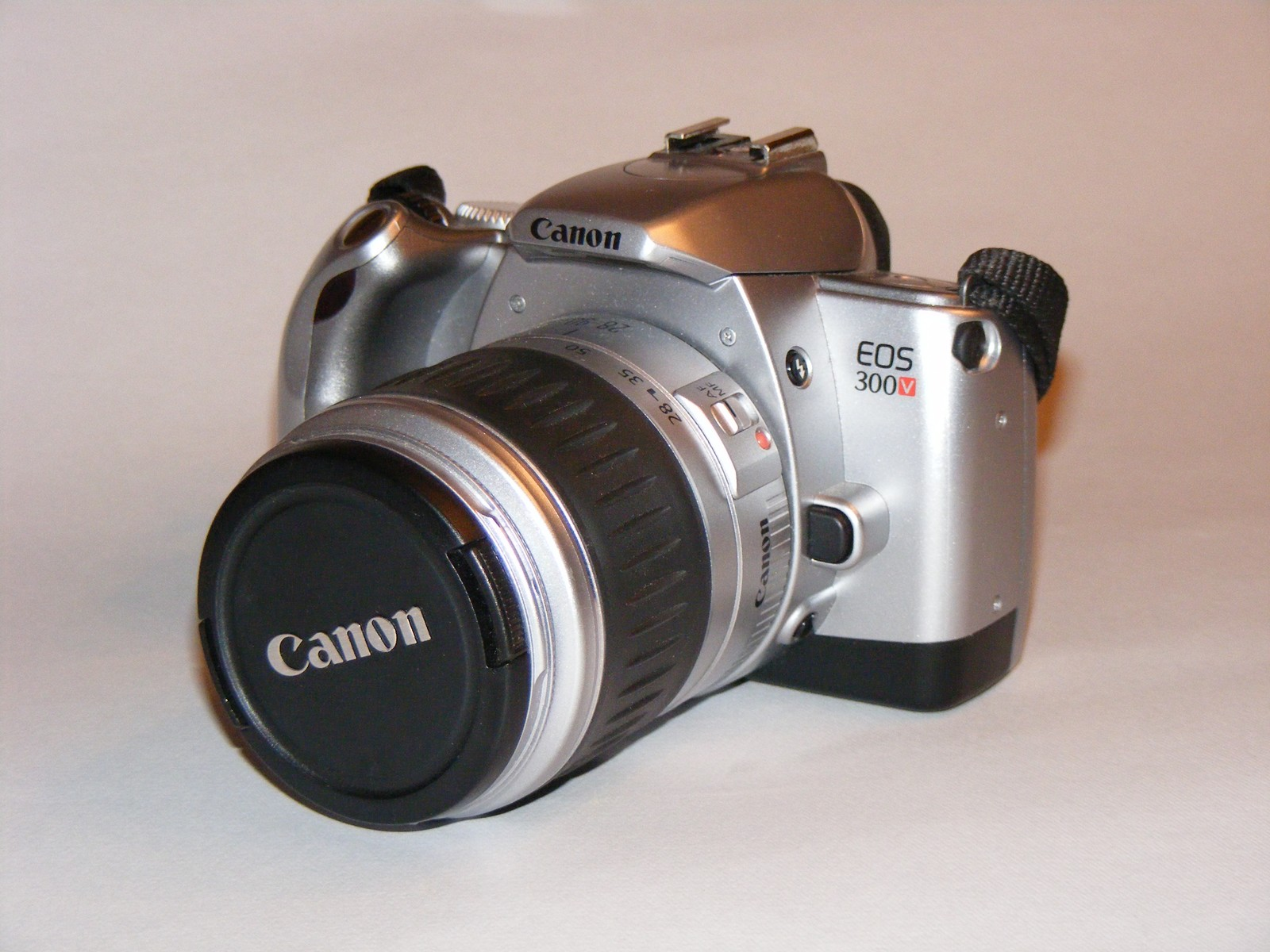
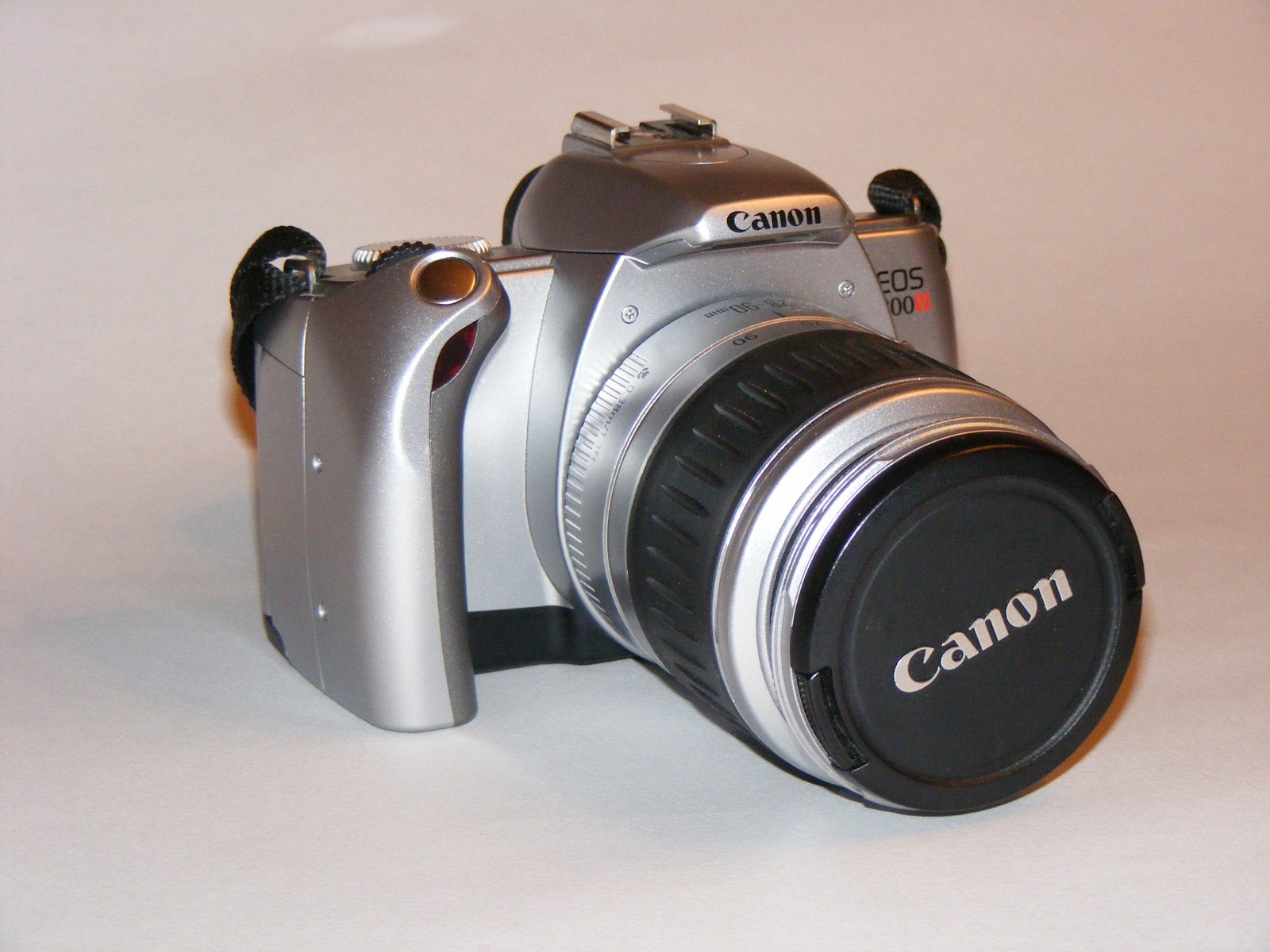
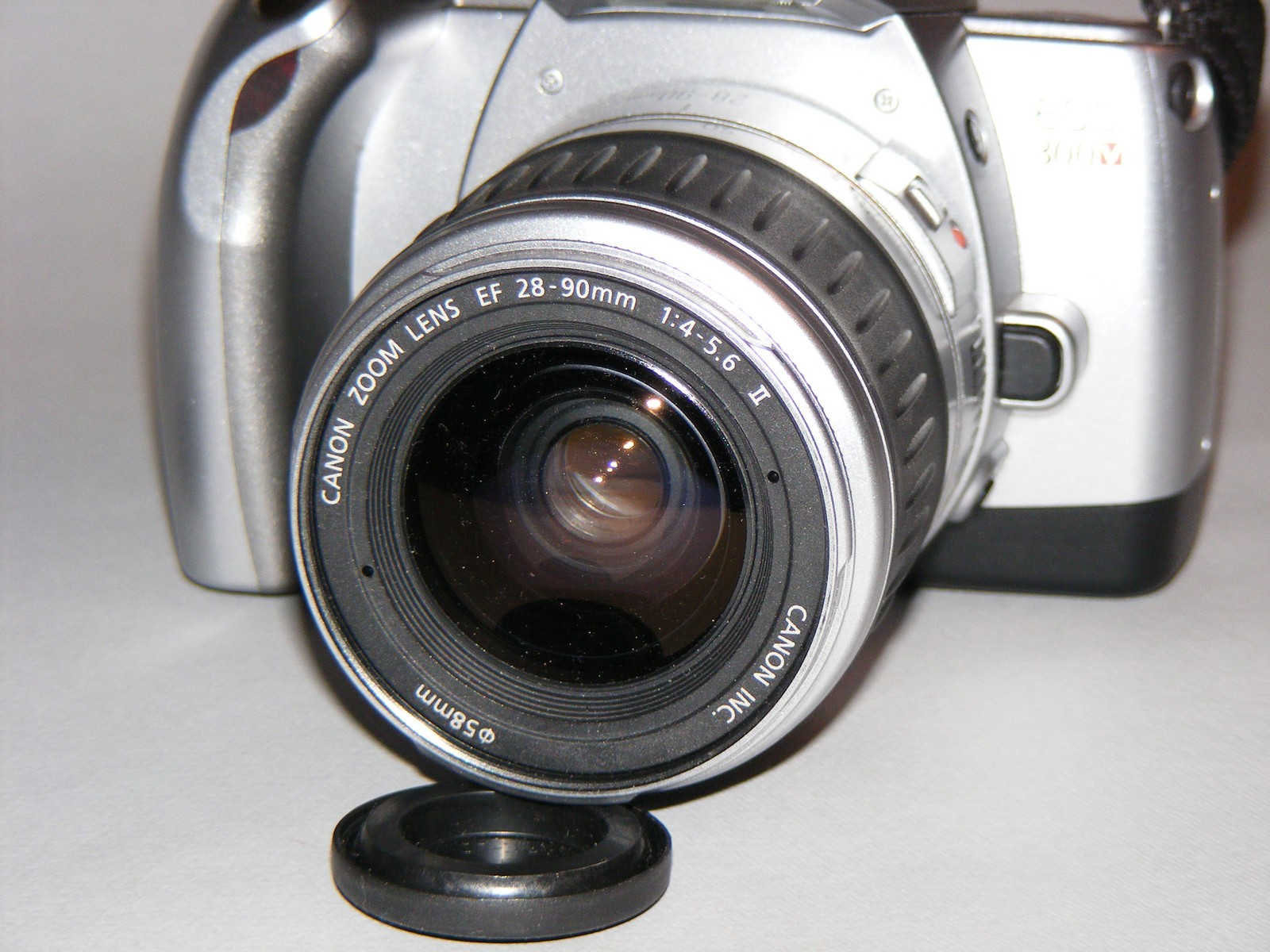